# The Best of Lizzy Borden
The Best of Lizzy Borden è una raccolta dei Lizzy Borden, uscito nel 1994 per l'etichetta discografica Metal Blade Records.

## Tracce
1. Me Against the World (Allen, Borden) 5:03
2. Notorious (Allen, Davis, Harges, Lizzy Borden, Nelson) 4:16
3. American Metal (Borden) 5:53
4. Master of Disguise (Borden) 7:22
5. Psychopath (Allen, Lizzy Borden) 3:39
6. Eyes of a Stranger 4:28
7. Red Rum [live] (Allen, Davis, Harges, Lizzy Borden, Matuzak) 4:49
8. Ultra Violence (Allen, Davis, Harges, Borden, Nelson) 4:09
9. Live and Let Die (McCartney/McCartney) 3:40 (Paul McCartney Cover)
10. Give 'Em the Axe (Allen, Davis) 2:53
11. Love Kills (Allen, Davis, Harges, Lizzy Borden, Nelson) 5:25
12. Love Is a Crime (Borden) 5:32
13. Lord of the Flies (Allen, Borden) 5:44
14. Rod of Iron (Borden, Matuzak) 4:30